# Jordy Jiménez
Jordy Rafael Jiménez Arrobo (* 11. Februar 1994) ist ein ecuadorianischer Geher.

## Leben
Jordy Jiménez wurde als jüngster von drei Söhnen in der Kleinstadt Cariamanga geboren, wo er seine ersten zehn Lebensjahre verbrachte und wo er zudem mit der Leichtathletik begann. Später zog er mit seiner Familie in die nahegelegene Großstadt Loja, im Süden Ecuadors. Dort stieg er bald von den Laufstrecken auf das Gehen um. Vom Kindesalter bis zu den Junioren gewann er in der Folge mehrere Titel auf Landesebene. Beruflich plant Jiménez In Zukunft als Arzt arbeiten zu können.
Jiménez zählt den Tennisspieler Novak Đoković, den Fußballspieler Cristiano Ronaldo sowie die Geher Jefferson Pérez und Yohann Diniz zu seinen sportlichen Vorbildern.

## Sportliche Laufbahn
2013 bestritt er seine ersten internationalen Wettkämpfe im Gehen. Im Mai belegte er im U20-Wettkampf beim Panamerikanischen Geher-Cup den 14. Platz. 2014 gewann er im Januar mit Bestzeit von 1:38:14 h die Bronzemedaille bei den Ecuadorianischen Geher-Meisterschaften über 20 km. Ein Jahr darauf gewann er die Silbermedaille bei den nationalen Meisterschaften und steigerte im Oktober in den USA seine Bestzeit auf 1:24:26 h. 2016 trat er im April bei den Südamerikanischen Geher-Meisterschaften an und belegte in der Heimat über 20 km den sechsten Platz. 2017 steigerte er sich auf eine Bestzeit von 1:24:07 h. Auch 2018 konnte er seine Bestzeit steigern, nachdem er im Juni bei einem Wettkampf in Spanien in 1:23:07 h den 14. Platz belegte. Am selben Ort steigerte er ein Jahr später abermals seine Bestzeit um knapp zwei Minuten. 2020 belegte er den vierten Platz bei den Südamerikanischen Geher-Meisterschaften. 2021 gewann er über 20 km die Silbermedaille bei den nationalen Meisterschaften. Anfang Juni stellte er in Spanien mit 1:20:47 h eine neue persönliche Bestzeit auf und qualifizierte sich damit für die Olympischen Sommerspiele in Tokio. Bei diesen trat er Anfang Oktober an, wenngleich er nach einer Verletzung an der Kniesehne im Vorfeld der Spiele wenig trainieren konnte. Schließlich belegte er bei seinem Olympiadebüt nach 1:27:52 h den 35. Platz. 
Anfang 2022 gewann er im Januar seinen ersten nationalen Meistertitel und zudem im Februar die Bronzemedaille bei den Südamerikanischen Geher-Meisterschaften. Im Juli nahm er zum ersten Mal an den Weltmeisterschaften teil und landete bei seinem WM-Debüt auf dem 23. Platz. 2023 trat er auch bei den nächsten Weltmeisterschaften in Budapest an. Dort stellte er über 20 km in 1:20:08 h eine neue Bestzeit auf und belegte den 20. Platz.

## Internationale Wettbewerbe
| Jahr                | Veranstaltung           | Ort                 | Platz               | Disziplin           | Zeit                |
| Startet für Ecuador | Startet für Ecuador     | Startet für Ecuador | Startet für Ecuador | Startet für Ecuador | Startet für Ecuador |
| ------------------- | ----------------------- | ------------------- | ------------------- | ------------------- | ------------------- |
| 2021                | Olympische Sommerspiele | Tokio               | 35.                 | 20 km Gehen         | 1:27:52 h           |
| 2022                | Weltmeisterschaften     | Eugene              | 23.                 | 20 km Gehen         | 1:24:35 h           |
| 2023                | Weltmeisterschaften     | Budapest            | 18.                 | 20 km Gehen         | 1:20:08 h           |

## Persönliche Bestleistungen
- 10.000-m-Bahngehen: 39:35,29 min, 18. April 2021, Guayaquil
- 10-km-Gehen: 42:51 min, 16. Mai 2022, Madrid
- 20-km-Gehen: 1:20:04 h, 21. April 2024, Antalya